# هالی وان
هالی وان (انگلیسی: Holly One؛ زاده ۱۲ آوریل ۱۹۶۵ درگذشته ۸ سپتامبر ۲۰۰۶) یک بازیگر پورنوگرافی بود.